# Blastosporella
Blastosporella — рід грибів родини Lyophyllaceae. Назва вперше опублікована 2007 року.

## Класифікація
До роду Blastosporella відносять 1 вид:
- Blastosporella zonata